# Hellmuth Schindler
Hellmuth Schindler (* 8. Jänner 1912 in Wien-Floridsdorf; † 22. November 2009 ebenda) war ein österreichischer Botaniker und Pflanzenphysiologe.

## Leben und Wirken
Hellmuth Schindler, Sohn des Eisenbahnkonstrukteurs Wilhelm Schindler und seiner Gattin Gisela, geborene Loschek, besuchte nach 5 Klassen Volksschule das BRG Wien XXI. Im Garten seines Vaters begeisterte er sich schon früh für Pflanzen und erwarb so bereits in jungen Jahren eine umfangreiche Pflanzenkenntnis und praktische Erfahrung im Gartenbau. Ab 1932 studierte er an der Universität Wien Botanik und Zoologie sowie das Lehramt für Naturgeschichte und Geographie und wurde dort im Sommersemester 1936 als Demonstrator angestellt. 1938 wurde er zum Dr. phil. promoviert, am 1. Oktober 1938 wurde er als „Hochschulassistent dritter Klasse“ ans Pflanzenphysiologische Institut übernommen.
Die akademische Laufbahn wurde am 1. April 1940 durch die Einberufung zur Wehrmacht unterbrochen. Im August 1941 wurde Schindler an die Ostfront abkommandiert, wo er am Vormarsch in Südrussland (Krim) teilnahm. Für das Afrikakorps bestimmt, erkrankte er in Saloniki an der Ruhr, was einen Lazarettaufenthalt und die vorübergehende Versetzung zur Reserve in der Heimat notwendig machte. Dort war es Schindler möglich, neben seinem Kriegseinsatz und den Tätigkeiten für das Institut, 1943 zu habilitieren. 1944 wurde Schindler zum Dozenten ernannt und der Philosophischen Fakultät der Universität Wien zugewiesen. Er wurde erneut an die Ostfront verlegt, wo er in der letzten Phase des Kriegs in sowjetische Gefangenschaft geriet. Er überlebte dort zweieinhalb Jahre Zwangsarbeit als Bergmann unter Tag in einem Kohlenbergwerk im Donez-Becken und kehrte – gesundheitlich beeinträchtigt – am 20. Dezember 1947 aus der Kriegsgefangenschaft nach Wien zurück.
Schindler wurde nach seiner Rückkehr wieder als Hochschulassistent ans Pflanzenphysiologische Institut bestellt. 1949 wurde ihm erneut die 1945 sistierte Lehrbefugnis für Anatomie und Physiologie der Pflanzen verliehen. Neben Lehrtätigkeit und Forschung betreute er den Versuchsgarten Augarten. Sein Interesse widmete er auch der gärtnerischen Praxis, den angewandten pflanzenphysiologischen Themen, wie dem Einsatz von Insektiziden, dem Einfluss von Kunstlicht oder der Nematodenbekämpfung. Er schrieb darüber zahlreiche Artikel und setzte damit die für den Erwerbsgartenbau so wichtige Tätigkeit des österreichischen Pflanzenphysiologen Hans Molisch fort. 1954 wurde er Abteilungsvorstand (Laboratoriumsvorstand) an der Höheren Bundeslehr- und Versuchsanstalt für Gartenbau Schönbrunn.
Bei der Wiener Internationalen Gartenschau WIG 64 im Donaupark wurde Schindler ins Preisrichterbüro berufen. Von 1964 bis 1992 war er Ausschussmitglied der Zoologisch-Botanischen Gesellschaft.
Im Wintersemester 1964/65 erhielt Schindler einen Lehrauftrag für Allgemeine Botanik an der Universität Wien und wurde zum außerordentlichen Professor für Anatomie und Physiologie der Pflanzen ernannt. Am 1. Juni 1972 wurde er Ordentlicher Universitätsprofessor für „Anatomie und Physiologie der Pflanzen II“ ernannt. Ab 1974 war er Institutsvorstand und trieb die Renovierung des veralteten Versuchgartens im Augarten voran. Am 30. September 1982 wurde er emeritiert.
Schindler ist auf dem Friedhof Jedlesee in Gruppe 3, Reihe 10, Grab 1 bestattet.

## Ehrungen und Auszeichnungen
Für sein wissenschaftliches Lebenswerk wurde Schindler vielfach geehrt und ausgezeichnet. Die wichtigsten sind
- 1976 Goldenes Ehrenzeichen der Österreichischen Gartenbaugesellschaft

## Veröffentlichungen
- Tötungsart und Absterbebild. Teil 1: Der Alkalitod der Pflanzenzelle.; Teil 2: Der Säuretod der Pflanzenzelle. Diss. Univ. Wien, 1938.
- Protoplasmatod durch Schwermetallsalze. I. Kupfersalze. Habilitationsschrift Univ. Wien, 1943.
- Mit H. Wilflinger: Topfpflanzen. Eine Kulturanleitung für die gebräuchlichsten Gewächshaus- und Zimmerpflanzen. Österr. Agrarverlag, Wien 1967.